# Puggsy
Puggsy är ett plattformsspel utvecklat av Traveller's Tales och utgivet av Psygnosis, släppt 1993.
Spelets titel syftar på huvudkaraktären Puggsy, en orange utomjording som kraschlandar på en främmande planet. Hans rymdskepp blir stulet och målet i spelet är att hitta det och återvända hem. För att lyckas med detta måste man ta sig igenom och klara banor i olika miljöer. Spelet har en kombination av actioninslag och lösande av pussel.